# Дзержкі
Дзержкі (пол. Dzierżki) — село в Польщі, у гміні Посвентне Білостоцького повіту Підляського воєводства.
Населення — 129 осіб (2011).

## Демографія
Демографічна структура станом на 31 березня 2011 року:
|          | Загалом | Допрацездатний вік | Працездатний вік | Постпрацездатний вік |
| -------- | ------- | ------------------ | ---------------- | -------------------- |
| Чоловіки | 71      | 13                 | 42               | 16                   |
| Жінки    | 58      | 8                  | 29               | 21                   |
| Разом    | 129     | 21                 | 71               | 37                   |